# Ver como um Estado
Vendo como um Estado: como certos esquemas para melhorar a condição humana falharam é um livro de James C. Scott que critica um sistema de crenças que denominada como "alto modernismo", que se baseia no excesso de confiança dos governos na capacidade de projetar e operar a sociedade de acordo com leis científicas.
O livro apresenta um argumento importante de que os estados buscam impor "legibilidade" (simplificação) a seus súditos ao homogeneizá-los e criar padrões que simplificam arranjos sociais preexistentes, naturais e diversos. Exemplos incluem a introdução de sobrenomes, censos, línguas uniformes e unidades padronizadas de medida. Embora destinadas a facilitar o controle estatal e as economias de escala, Scott argumenta que a erradicação de diferenças locais e o silenciamento da expertise local podem ter efeitos adversos.
O livro foi publicado pela primeira vez em março de 1998, com uma versão em brochura em fevereiro de 1999.

## Resumo
Scott mostra como os governos centrais tentam impor a legibilidade (simplificação) aos seus cidadãos, falhando em reconhecer formas complexas e valiosas de ordem social e conhecimento local. Um tema central deste livro, mostrado por seus exemplos históricos, é que os estados operam sistemas de poder em direção à simplificação (legibilidade) para ver corretamente seus cidadãos em um modelo hierarquizado e modernista, que é falho, problemático e frequentemente termina mal para os cidadãos. O objetivo da demasiada simplificação do local (legibilidade) pelo estado é a transparência de cima para baixo, do topo da torre ou do centro/sede do governo, para que o estado possa operar efetivamente sobre seus cidadãos.
O livro utiliza exemplos como a introdução de sobrenomes permanentes na Grã-Bretanha, levantamentos cadastrais na França e unidades de medida padronizadas em toda a Europa para argumentar que uma reconfiguração da ordem social é necessária para a supervisão estatal e requer a simplificação de arranjos naturais preexistentes. Enquanto, em épocas anteriores, um certo setor podia ser medido pela quantidade de vacas que podia sustentar ou pelos tipos de plantas que podia cultivar, após a centralização, seu tamanho é medido em hectares. Isso permite que os governantes, que têm pouco ou nenhum conhecimento local, compreendam imediatamente o contorno da área, mas ao mesmo tempo cega o estado para as complexas interações que ocorrem na natureza e na sociedade. Na agricultura e na silvicultura, por exemplo, isso levou à monocultura, ou seja, o foco exclusivo no cultivo de uma única cultura ou árvore em detrimento de todas as outras. Embora a monocultura seja fácil de medir, gerenciar e entender, ela também é menos resiliente a crises ecológicas do que a policultura.
No caso dos sobrenomes, Scott cita um galês que compareceu ao tribunal e se identificou com uma longa série de patronímicos (nomes paternos): "John, ap Thomas ap William" etc. porque as pessoas poderiam identificá-lo como filho de Thomas e neto de William, e assim distingui-lo dos outros Johns, dos outros filhos de Thomas e dos outros netos de William. No entanto, foi de menor utilidade para o governo central, que não conhecia Thomas nem William. O tribunal exigiu que John adotasse um sobrenome permanente (neste caso, o nome de sua aldeia). Isto ajudou o governo central a acompanhar os seus assuntos, à custa de uma compreensão mais específica, embora confusa e menos legível, das condições locais.
Os esquemas que melhoram com sucesso as vidas humanas, argumenta Scott, devem ter em conta as condições locais e que as ideologias altamente modernistas do século XX impediram isso. Ele destaca as fazendas coletivas na União Soviética, a construção de Brasília e o povoamento forçado na Tanzânia na década de 1970 como exemplos de esquemas fracassados que foram liderados por esforços burocráticos de cima para baixo (hierarquizados) e onde as autoridades ignoraram ou silenciaram a experiência local.
Scott faz um grande esforço para destacar que não é necessariamente antiestado. Por vezes, o papel central desempenhado pelo Estado é necessário para a execução de programas como a resposta a catástrofes ou a vacinação. O achatamento do conhecimento que anda de mãos dadas com a centralização do Estado pode ter consequências desastrosas quando os funcionários consideram o conhecimento centralizado como a única informação legítima que devem considerar, ignorando conhecimentos indígenas e locais mais especializados, mas menos claramente definidos.

## Recepção

### Resenhas de livros
O cientista político da Universidade Stanford, David D. Laitin, descreveu o livro como "um livro magistral". No entanto, ele apontou falhas na metodologia, afirmando que o livro "é um produto de uma história indisciplinada". Segundo ele, uma das questões reside na seletividade e ecletismo da evidência apresentada por Scott, com poucas tentativas de considerar evidências que contradigam suas ideias. Laitin sugere que a capacidade do autor de escolher de todo o registro histórico e usar material de todos os países torna muito fácil a apresentação seletiva de evidências confirmatórias. Em outras palavras, a crítica está centrada na preocupação de que o livro pode não oferecer uma visão abrangente e equilibrada, possivelmente negligenciando evidências que contradizem ou complicam os argumentos apresentados.
John Gray, autor de False Dawn: The Delusions of Global Capitalism, revisou o livro de forma favorável para o jornal  New York Times, concluindo: "A fé de hoje no livre  mercado ecoa na fé das gerações anteriores em esquemas altamente modernistas que falharam com grande custo humano. O livro não nos diz o que há nas sociedades modernas tardias que as predispõe, contra todas as evidências da história, a confiar em tais utopias. Infelizmente, ninguém sabe o suficiente para explicar isso.
O economista Brad DeLong fez uma resenha online detalhada do livro. A interpretação de DeLong do livro foi criticada por Henry Farrell no blog Crooked Timber, e houve uma troca de acompanhamento, incluindo uma discussão mais aprofundada do livro.
O economista Deepak Lal analisou o livro para a edição do verão de 2000 da The Independent Review, concluindo: "Embora eu simpatize com o diagnóstico de Scott sobre os desastres de desenvolvimento que ele relata, concluo que ele não se aprofundou o suficiente para descobrir uma causa sistemática desses desastres. fracassos. (Na minha opinião, essa causa reside na atração contínua de várias formas de "empresas" no que, no fundo, continua sendo a cristandade ocidental) Nem ele está certo em descartar tão alegremente a relevância do liberalismo clássico na busca de soluções para os males que ele descreve eloquentemente."
O cientista político Ulf Zimmermann revisou o livro pem dezembro de 1998, concluindo: "É importante ter em mente, como Scott também observa, que muitos desses projetos substituíram ordens sociais ainda piores e, pelo menos ocasionalmente, introduziram práticas um pouco mais igualitárias. princípios, quanto mais melhorar a saúde pública e coisas assim. E, no final, muitos dos piores encontraram resistência suficiente em seu absurdo, como ele tão bem demonstrou em seu livro, Armas dos Fracos, e como melhor demonstrado pelo colapso total do sistema soviético. "Métis" por si só não é suficiente; precisamos encontrar uma maneira de ligá-lo felizmente com - para manter o vocabulário aristotélico de Scott - phronesis e práxis, ou, em termos mais comuns, para produzir teorias mais profundamente fundamentadas na prática real para que o estado possa ver melhor na implementação de políticas."
Michael Adas, da Rutgers University, analisou o livro para a edição do verão de 2000 do Journal of Social History .
Russell Hardin, professor de política na Universidade de Nova York, analisou o livro para The Good Society em 2001, discordando um pouco do diagnóstico de Scott. Hardin, que acredita na coletividade (ações coletivas), concluiu: “O fracasso da coletivização foi, portanto, um fracasso nos incentivos, e não um fracasso em confiar no conhecimento local”.

### Discussões
A edição de setembro de 2010 da Cato Unbound foi dedicada à discussão dos temas do livro. Scott escreveu o ensaio principal. Outros participantes foram Donald Boudreaux, Timothy B. Lee e J. Bradford DeLong. Várias pessoas, incluindo Henry Farrell e Tyler Cowen, participaram da discussão em seus próprios blogs.